# Rally Islas Canarias - El Corte Inglés de 2003
El Rally Islas Canarias - El Corte Inglés de 2003 fue la vigesimoséptima edición, la novena cita de la temporada 2003 del Campeonato de Europa de Rally y la segunda de la temporada 2003 del Campeonato de España de Rally. Se celebró del 11 al 12 de abril y contó con un itinerario de diecisiete tramos que sumaban un total de 281,74 km cronometrados.

## Clasificación final
| Pos. | Piloto                 | Copiloto              | Automóvil                    | Tiempo    | Diferencia |
| ---- | ---------------------- | --------------------- | ---------------------------- | --------- | ---------- |
| 1.   | Miguel Campos          | Carlos Magalhães      | Peugeot 206 WRC              | 3:02:31.0 | 0.0        |
| 2.   | Miguel Ángel Fuster    | José Vicente Medina   | Citroën Saxo Kit Car         | 3:08:35.6 | +6:04.6    |
| 3.   | Antonio Ponce          | Rubén González Dávila | Škoda Octavia Kit Car        | 3:10:06.2 | +7:35.2    |
| 4.   | Sergio Vallejo         | Diego Vallejo         | Fiat Punto S1600             | 3:12:04.1 | +9:33.1    |
| 5.   | José María Ponce       | Carlos Larrodé        | Volkswagen Polo S1600        | 3:12:54.1 | +10:23.1   |
| 6.   | David García Mastaglio | Yeray Mújica          | Citroën Saxo Kit Car         | 3:12:55.6 | +10:24.6   |
| 7.   | Santi Concepción       | Víctor del Rosario    | Mitsubishi Lancer Evo VI     | 3:15:12.9 | +12:41.9   |
| 8.   | Víctor J. Delgado      | José Gregorio Pérez   | Mitsubishi Carisma GT Evo VI | 3:16:25.2 | +13:54.2   |
| 9.   | Carlos Padilla         | Bernardino Guerra     | Renault Clio S1600           | 3:19:19.0 | +16:48.0   |
| 10.  | Javier Azcona          | Alejandro Noriega     | Renault Clio RS              | 3:24:28.3 | +21:57.    |